# Liste der Monuments historiques in Courcelles-en-Barrois
Die Liste der Monuments historiques in Courcelles-en-Barrois führt die Monuments historiques in der französischen Gemeinde Courcelles-en-Barrois auf.

## Liste der Immobilien
| Bezeichnung                                             | Beschreibung                                                      | Standort                         | Kennzeichnung | Schutzstatus | Datum | Bild |
| ------------------------------------------------------- | ----------------------------------------------------------------- | -------------------------------- | ------------- | ------------ | ----- | ---- |
| Grüner Ornat                                            | Kasel, Stola, Bursa und Manipel; Seide, bestickt, 19. Jahrhundert | in der Kirche St-Simplice (Lage) | PM55001749    | Inscrit      | 1992  |      |
| Skulptur Madonna mit Kind                               | Kalkstein, farbig gefasst, 14. Jahrhundert                        | in der Kirche St-Simplice (Lage) | PM55001748    | Inscrit      | 1991  |      |
| Zwei Skulpturen: Heiliger Eligius und heiliger Hilarius | Terrakotta, 18. Jahrhundert                                       | in der Kirche St-Simplice (Lage) | PM55001750    | Inscrit      | 1998  |      |